# Ulli Lust

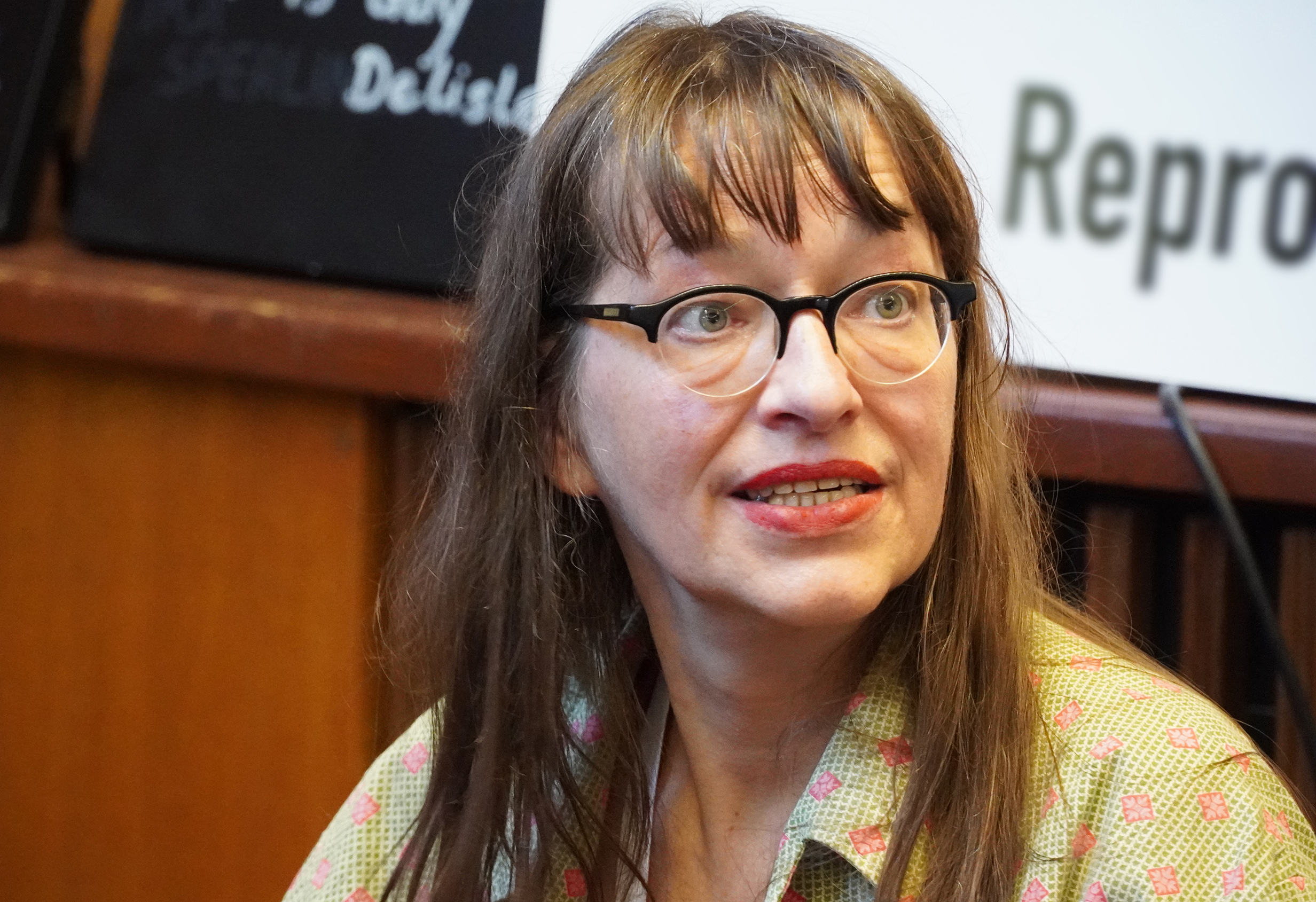
Ulli Lust auf dem Comicfestival München 2025

Ulli Lust (* 31. August 1967 in Wien) ist eine österreichische Comiczeichnerin, Illustratorin und Online-Verlegerin (electrocomics). Sie zählt zu den Vertreterinnen des „dokumentarischen Comics“.

## Biographie
Ulli Lust begann in Wien eine Lehre als Design- und Modezeichnerin an der HTBLVA für Textilindustrie, Spengergasse, ohne die Ausbildung zu beenden, und illustrierte anschließend einige Kinderbücher. Seit 1998 publiziert sie unter dem Namen Lust, dem Geburtsnamen ihrer Mutter. An der Kunsthochschule Berlin-Weißensee studierte sie Ende der 1990er-Jahre  Graphikdesign und absolvierte dieses Studium erfolgreich.
Lust zeichnet Comicreportagen, die auf einer genauen journalistischen Recherche gründen, wie zum Beispiel einen Bericht über die aussterbende DDR-Plattenbausiedlung Halle-Neustadt oder auch die monatliche Bildkolumne in der Berliner Stadtzeitung Scheinschlag. Sie gibt Beobachtungen „aus der Gesellschaft“ wieder. Ein anderes Gebiet sind die erotisch-mythologischen Erzählungen der Reihe springpoems, die als Fruchtbarkeitsritual in Comicform zu verstehen und einer prähistorischen Mythologie nachempfunden sind.
Gemeinsam mit Kai Pfeiffer hat sie die Comicreportagenprojekte der Zeichnergruppe Monogatari – deren Gründungsmitglied sie auch ist – initiiert und war mit Zeichnungen zum Buch Berlin-Helmholtzplatz 1998 + 2004 an der Ausstellung Tauchfahrten – Zeichnung als Reportage beteiligt (Kunstverein Hannover 2004, Kunsthalle Düsseldorf 2005). Die Gruppe Monogatari wurde 2005 aufgelöst.
Ihre Comicreportage über die Luzerner Spreuerbrücke wurde im Juni 2005 von Le Monde diplomatique veröffentlicht. Im Juni 2005 startete sie ihren Online-Verlag electrocomics, der E-Books und Comic-Strips von immer mehr internationalen Comiczeichnern und Bilderzählern publiziert. 2006 erhielt sie für dieses Projekt den ICOM-Sonderpreis der Jury.
2008 veröffentlichte sie Fashionvictims, Trendverächter, Minireportagen & Bildkolumnen aus Berlin beim Berliner avant-Verlag sowie Kurzgeschichten in den Anthologien Pomme d’Amour. 7 Geschichten von der Liebe, Strapazin Nr. 91 und Spring Nr. 5. Die Bildergeschichte Airpussy (a hairraising ritual for spring to come) folgte 2009 beim belgischen Comicverlag l’employé du Moi.
Im Herbst 2009 erschien Lusts autobiographischer Comic-Roman Heute ist der letzte Tag vom Rest deines Lebens beim deutschen avant-Verlag. Das Buch umfasst über 450 Seiten, die Autorin hatte fast fünf Jahre lang daran gearbeitet. Sie zeichnete jeweils eine Seite in zwei bis drei Tagen. Der Comic-Spezialist der FAZ-Redaktion, Andreas Platthaus, empfand es als eine „Sensation“, und in 3sat Kulturzeit wurde es als ein „feministisches Statement“ bezeichnet. Für den Band erhielt sie den ICOM-Preis 2010 für die beste deutsche Comicpublikation sowie den Max-und-Moritz-Publikumspreis des Erlanger Comicsalons 2010, den Artémisia-Preis 2011 und den Prix révélation des Festival International de la Bande Dessinée d’Angoulême 2011. Die amerikanische Ausgabe des Buches Today is the last day of the rest of your life (Übersetzung: Kim Thompson, Fantagraphics 2013) wurde für alle wichtigen amerikanischen Preise nominiert und gewann zwei davon, den Ignatz Award 2013 und den Los Angeles Times Book Award 2014.
2013 erschien die Graphic Novel Flughunde, eine Adaption des gleichnamigen Romans von Marcel Beyer im Suhrkamp Verlag. 2017 folgte im gleichen Verlag Wie ich versuchte, ein guter Mensch zu sein, erneut eine autobiografische Erzählung aus Lusts Jugend, nun über ihre Liebe zu zwei Männern in den 1990er Jahren. Das Buch wurde 2018 mit dem Max-und-Moritz-Preis für den besten deutschsprachigen Comic ausgezeichnet. Die Geschichte dringe „Tabu- und schonungslos […] in dunkelste Abgründe“ ein und verknüpfe ihre persönlichen Erfahrungen mit „großen Themen: Liebe und Sex über Alters- und Kulturgrenzen hinweg, die sexuelle Selbstbestimmung der Frau, alternative Familien- und Beziehungsmodelle, ethnische Vorurteile, Flüchtlingspolitik und der Traum von einer anderen Gesellschaft.“
Für ihr 2025 veröffentlichtes Buch Die Frau als Mensch. Am Anfang der Geschichte wurde Ulli Lust im selben Jahr mit dem Deutschen Sachbuchpreis, der von der Stiftung Buchkultur und der Leseförderung des Börsenvereins des Deutschen Buchhandels vergeben wird, ausgezeichnet.
Ulli Lust lebt und arbeitet seit 1995 in Berlin, Prenzlauer Berg, und hat einen erwachsenen Sohn. Sie ist Professorin an der Hochschule Hannover. Dort lehrt sie Zeichnung und Comic im Studiengang Visuelle Kommunikation.

## Veröffentlichungen
- Marco und der Drache, Der Kinderbuchverlag, Berlin 1993, Text von Käthe Recheis, Friedl Hofbauer,
- Fee Fledermaus, Tyrolia, Innsbruck 1994, Text von Käthe Recheis, Friedl Hofbauer,
- Ein Stück Himmelblau, Tyrolia, Innsbruck 1995, Text von Thomas Declaude.
- Berlin-Helmholtzplatz 1998 + 2004, Popular Books, Berlin
- Spring Poems 01 bis 05, Monogatari, Berlin 1998–2004
- Alltagsspionage – Comicreportagen aus Berlin, Monogatari, Berlin 2001
- 6 × 6 Pinups. Siebdruck-Ringbuch, Monogatari, Berlin 2001.
- Operation Läckerli – Comicreportagen aus Basel, Monogatari, Berlin 2004, ISBN 3-907055-83-7
- Fashionvictims, Trendverächter, Minireportagen & Bildkolumnen aus Berlin, Avant, Berlin 2008, ISBN 978-3-939080-32-9
- Pomme d'Amour. 7 Geschichten über die Liebe, Die Biblyothek, Leipzig 2008, ISBN 978-3-9810480-7-0, mit Beiträgen von Paz Boïra, Verena Braun, Élodie Durand, Claire Lenkova, Ulli Lust, Laureline Michon, Barbara Yelin[12]
- Airpussy, L’employé du Moi, Brüssel 2009, ISBN 978-2-930360-26-3
- Heute ist der letzte Tag vom Rest deines Lebens, Avant, Berlin 2009, ISBN 978-3-939080-36-7
- Wer bleibt 1-2, Hamburger Automatenverlag, Hamburg 2010, ISBN 978-3-942274-01-2 und ISBN 978-3-942274-08-1
- Flughunde, Suhrkamp, Berlin 2013, ISBN 978-3-518-46426-7, Text nach Marcel Beyer.
- Wie ich versuchte, ein guter Mensch zu sein, Suhrkamp, Berlin 2017, ISBN 978-3-518-46813-5
- Die Frau als Mensch, Reprodukt, Berlin 2025, ISBN 978-3-95640-445-0[13]

## Auszeichnungen
- 2006: ICOM Independent Comic Preis, Kategorie Sonderpreis der Jury, für ihren online-Verlag electrocomics
- 2009: Freistil online, Kategorie Bester deutscher Comic, für Heute ist der letzte Tag vom Rest deines Lebens [14]
- 2010: Max-und-Moritz-Preis, Kategorie Publikumspreis, für Heute ist der letzte Tag vom Rest deines Lebens
- 2010: ICOM Independent Comic Preis, Kategorie Bester Independent Comic, für Heute ist der letzte Tag vom Rest deines Lebens
- 2011: Prix révélation des Festival International de la Bande Dessinée d’Angoulême
- 2013: Prix Artémisia, für Trop n’est pas assez
- 2013: Ignatz Award, für Today is the last day of the rest of your life, Fantagraphics, USA[15]
- 2013: Urhunden - Översetta album, für Idag är sista dagen på resten av ditt liv, Kolik Förlag, Schweden[16]
- 2014: Los Angeles Times Book Prize 2013, Kategorie Graphic Novels / Comics, für Today is the last day of the rest of your life[17]
- 2014: Max-und-Moritz-Preis, Kategorie Beste deutschsprachige Comic-Künstlerin[18]
- 2018: Max-und-Moritz-Preis, Kategorie Bester deutschsprachiger Comic für Wie ich versuchte, ein guter Mensch zu sein[10]
- 2018: Rudolph-Dirks-Award, Kategorie Beste Publikation (Romance/Love Story), für Wie ich versuchte, ein guter Mensch zu sein
- 2024: Urhunden - Översetta album, für Hur jag försökte bli en god människa
- 2025: Deutscher Sachbuchpreis für Die Frau als Mensch. Am Anfang der Geschichte[19]

## Filme
- Intensive Grenzerfahrung. Ulli Lusts feministischer Punk-Comic. Fernseh-Porträt, Deutschland, 2009, 5:24 Min., Regie: Lotar Schüler, Produktion: 3sat Kulturzeit, Filmtext in 3sat
- Der dokumentarische Comic. Zwei Film-Reportagen, Deutschland, 2009, Regie: Andreas Platthaus, Andreas Brand, Produktion: FAZ, Online-Videos

- Angoulême: Ulli Lust, die Entdeckung. Fernseh-Portrait, ARTE, 2011, 3:53 min, von Sven Waskönig.